# Горный сельсовет (Красноярский край)
Горный сельсове́т — муниципальное образование (сельское поселение) в Ачинском районе Красноярского края. Административный центр поселения — посёлок Горный.

## География
Горный сельсовет находится восточнее районного центра. Удалённость административного центра сельсовета — посёлка Горный от районного центра — города Ачинск составляет 6 км.

## История
Горный сельсовет наделён статусом сельского поселения в 2005 году.

## Население
| 2010  | 2012  | 2013  | 2014  | 2015  | 2016  | 2017  |
| ----- | ----- | ----- | ----- | ----- | ----- | ----- |
| 1720  | ↗1803 | ↗1833 | ↗1856 | ↘1808 | ↘1781 | ↘1776 |
| 2018  | 2019  | 2020  | 2021  |       |       |       |
| ↗1778 | ↘1755 | ↗1757 | ↘1741 |       |       |       |

Гендерный состав
По данным Всероссийской переписи населения 2010 года 853 мужчины и 867 женщин из 1720 чел.

## Состав сельского поселения
В состав сельского поселения входят 3 населённых пункта:
| № | Населённый пункт | Тип населённого пункта          | Население |
| - | ---------------- | ------------------------------- | --------- |
| 1 | Горный           | посёлок, административный центр | ↗1146     |
| 2 | Карловка         | деревня                         | ↗429      |
| 3 | Орловка          | деревня                         | ↘145      |